# Половников, Филимон Милентьевич
Филимон Милентьевич Половников (6 февраля 1924, Золотое, Уральская область — 20 февраля 1987, Марай, Курганская область) — бригадир комплексной полеводческой бригады совхоза «Комсомольский» Половинского района Курганской области. Герой Социалистического Труда (1971). Участник Великой Отечественной войны, сержант.

## Биография
Филимон Милентьевич Половников родился 6 февраля 1924 года в крестьянской семье в деревне Золотой Золотинского сельсовета Половинского района Курганского округа Уральской области, ныне деревня входит в Сумкинский сельсовет Половинского района Курганской области.
В 1939 году, окончив 6 классов Сумкинской семилетней школы, стал работать прицепщиком, а затем трактористом Патраковской МТС.
В 1942 году был призван Половинским РВК в Рабоче-крестьянскую Красную Армию. Воевал на 1-м Украинском фронте. За мужество и отвагу в боях с немецкими захватчиками командир расчёта 2-й миномётной роты 1178-го стрелкового полка 350-й стрелковой дивизии был награждён двумя медалями «За отвагу» и орденом Славы III степени. 
С 1945 года член [ВКП(б)]].
В 1947 году был демобилизован, вернулся домой, работал трактористом. В 1948 году возглавил тракторную бригаду в селе Марай. После реорганизации МТС трудился механизатором широкого профиля в колхозах «Путь к коммунизму», «Урал» и совхозе «Комсомольский».
За пятилетие 1966—1970 годов коллектив, которым руководил Ф. М. Половников, на площади 2610 гектаров получил в среднем за год урожайность зерновых по 19,7 центнера с гектара, что больше, чем по совхозу, однолетних трав на сено — 21,8 центнера, многолетних — по 24,4 центнера. План продажи зерна за пятилетие выполнен на 190 процентов. Выработка на условный трактор за год составила на 174 гектара выше, чем по хозяйству
Указом Президиума Верховного Совета СССР от 8 апреля 1971 года за выдающиеся успехи, достигнутые в развитии сельскохозяйственного производства и в выполнении 8-го пятилетнего плана продажи государству продуктов земледелия и животноводства Половникову Филимону Милентьевичу присвоено звание Героя Социалистического Труда с вручением ордена Ленина и золотой медали «Серп и Молот».
Более 35 лет оставался на посту бригадира. Активно участвовал в общественной жизни района, был членом Половинского райкома КПСС, членом парткома совхоза.
Жил в деревне Марай Новобайдарского сельсовета Половинского района Курганской области, ныне деревня входит в Половинский сельсовет того же района и области.
Филимон Милентьевич Половников скончался 20 февраля 1987 года.

## Награды
- Герой Социалистического Труда, 8 апреля 1971 года
  - Орден Ленина
  - Медаль «Серп и Молот»
- Орден Отечественной войны II степени, 6 апреля 1985 года[2]
- Орден Трудового Красного Знамени
- Орден «Знак Почёта»
- Орден Славы III степени, 26 мая 1945 года[3]
- медали, в том числе
  - Медаль «За отвагу», дважды: 5 августа 1944 года[4], 2 марта 1945 года[5]
  - Медаль «За взятие Берлина», 12 марта 1946 года[6]